# Steve Morabito
Steve Morabito (Monthey, Wallis kanton, 1983. január 30. –) svájci profi kerékpáros. 2019-ben visszavonult a versenyzéstől.

## Eredményei
2006
1., 5. szakasz - Tour de Suisse
2. - GP Triberg-Schwarzwald
2007
2., összetettben - Jayco Herald Sun Tour
1., 4. szakasz
1., 6. szakasz
4. - GP Miguel Indurain
2010
4., összetettben - Tour de Suisse
2011
2., Svájci országúti bajnokság - Mezőnyverseny
5., összetettben - Giro del Trentino
9., összetettben - Tour of California

## Grand Tour eredményei
| Grand Tour | 2006 | 2007 | 2008    | 2009 | 2010 | 2011 | 2012 |
| ---------- | ---- | ---- | ------- | ---- | ---- | ---- | ---- |
| Giro       | -    | 83.  | feladta | 88.  | -    | -    |      |
| Tour       | -    | -    | -       | -    | 51.  | 49.  |      |
| Vuelta     | 84.  | -    | -       | -    | -    | -    |      |